# Розп'яття

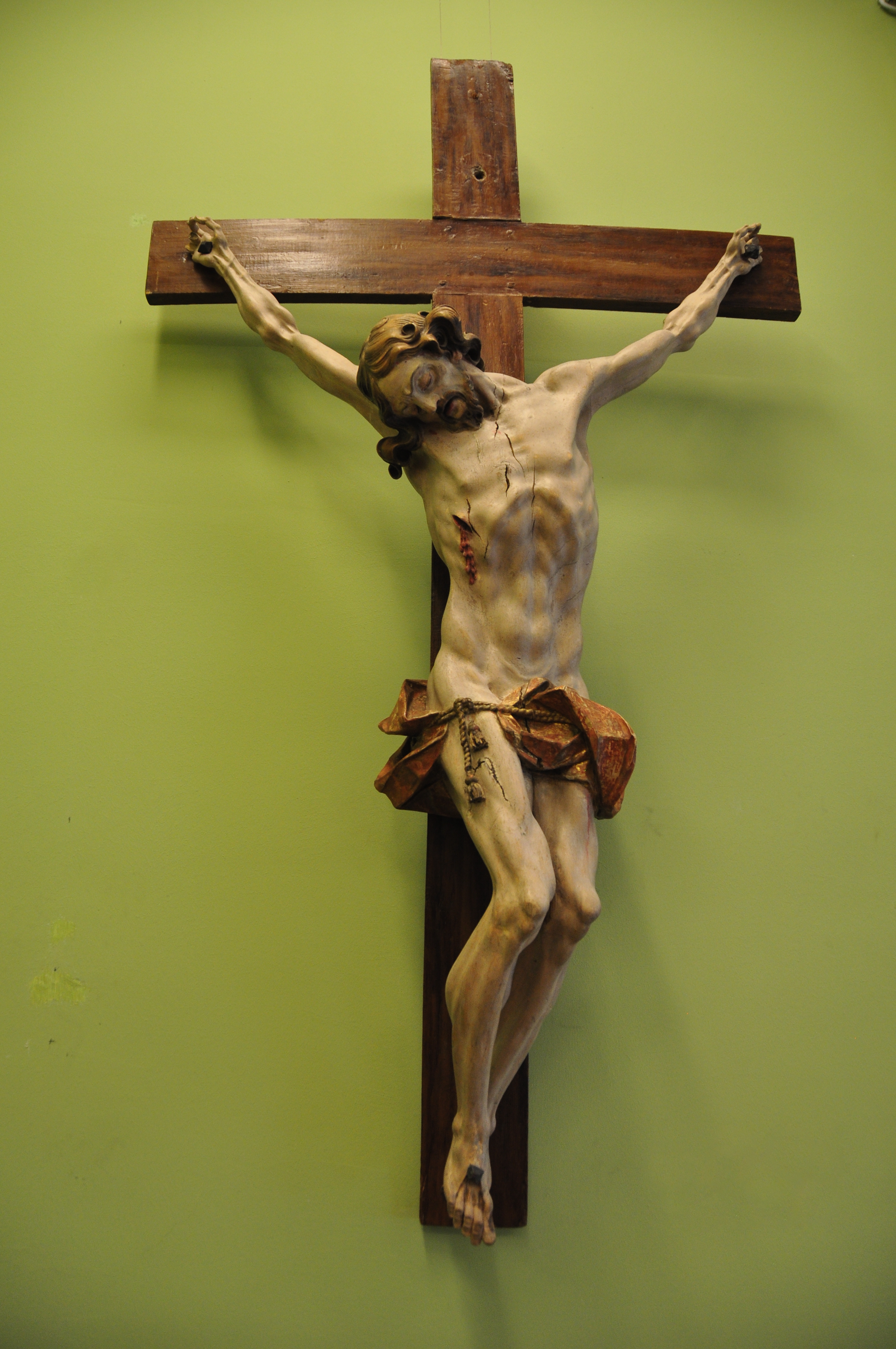

- Див. також: Хрест
- Див. також: Животворний Хрест

Розп'я́ття — хрест, зображення Розп'яття Христа, як правило — скульптурне. Було важливою частиною декоративного убрання храмів. Особливою натуралістичністю в зображенні страждань і ран Христа відрізняються іспанські розп'яття епохи бароко.
Часом вживається також латинізована назва «crucifix» від минулого часу лат. cruci fixus — «прибитий до хреста».